# Cladocora pacifica
Cladocora pacifica är en korallart som beskrevs av Stephen D. Cairns 1991. Cladocora pacifica ingår i släktet Cladocora och familjen Caryophylliidae. Inga underarter finns listade i Catalogue of Life.